# Angiosarkom

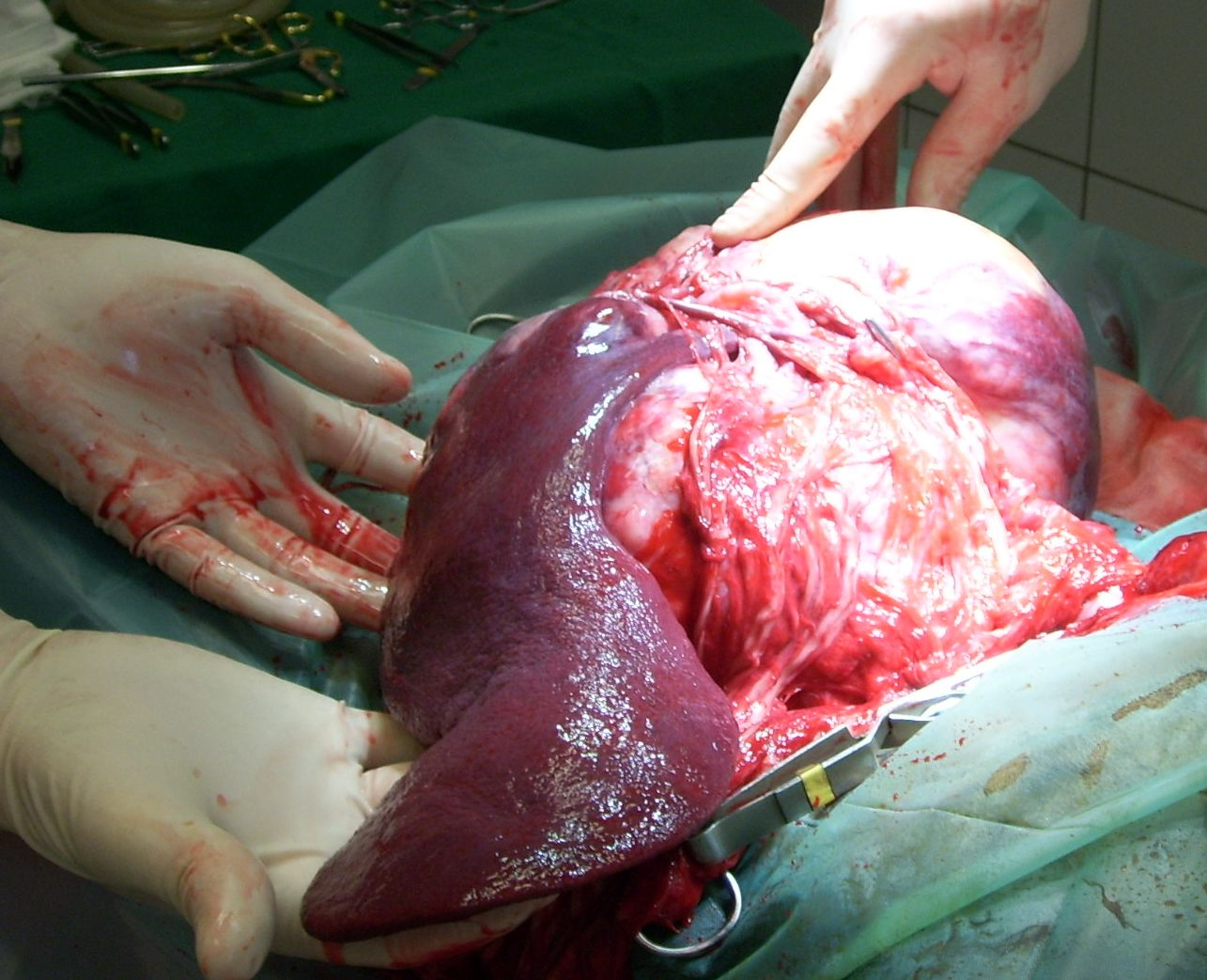
Hämangiosarkom der Milz eines Hundes, OP-Situs

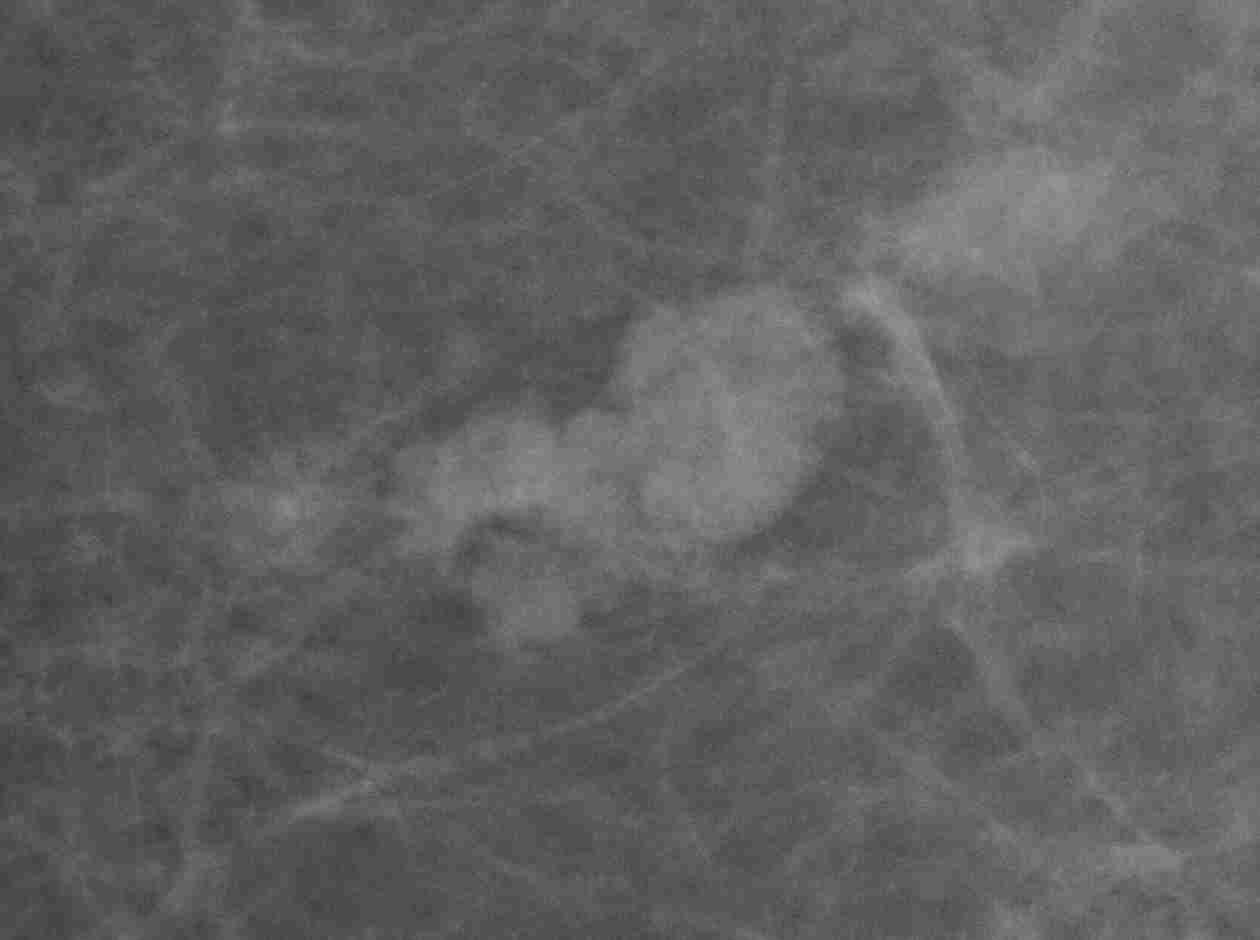
Hochdifferenziertes Angiosarkom der weiblichen Brustdrüse in der Mammografie

Das Angiosarkom ist ein Sarkom, d. h. ein bösartiger Gefäßtumor, der vom Endothel von Gefäßen ausgeht. Es gehört zu den malignen vaskulären Tumoren. Geht die Geschwulst von Blutgefäßen aus, spricht man von einem Hämangiosarkom, bei Lymphgefäßen von einem Lymphangiosarkom.

## Vorkommen
Angiosarkome kommen bei Männern und Frauen etwa gleich häufig vor. Am häufigsten betroffen sind Haut, Bindegewebe, die Brust, Leber und Milz. Beim Menschen treten sie bevorzugt in der Kopf-Hals-Region auf. Angiosarkome der Haut treten dabei eher im höheren Lebensalter auf, während sich Angiosarkome des Weichgewebes in jedem Lebensalter bilden können. Besonders betroffen sind dann die Extremitäten und der Retroperitonealraum. Bei Haushunden sind Hämangiosarkome in etwa der Hälfte der Fälle in der Milz lokalisiert, zu knapp einem Viertel im rechten Herzvorhof, zu 14 % in der Unterhaut und zu 10 % in der Leber.
Angiosarkome entwickeln sich häufiger in bestrahltem Gewebe nach Strahlentherapie. Sie können auch als Lymphangiosarkome der Lymphgefäße vorkommen, fast immer infolge eines chronischen Lymphödems, wie es nach Brustkrebs und anderen Krebsarten verbleiben kann (Stewart-Treves-Syndrom). Hier entstehen flache Veränderungen und blutende Knoten, aus denen sich Geschwüre entwickeln können. Diagnose, Therapie und Prognose sind analog den Angiosarkomen der Blutgefäße.
Hämangiosarkome können sich beispielsweise durch die Einwirkung von Thoriumdioxid (Thorotrast), Vinylchlorid oder Arsenik entwickeln.

## Symptome, Diagnose und Therapie
Angiosarkome der Haut erscheinen zuerst als rötliche Flecken, die sich später ähnlich Blutergüssen bläulich verfärben und schließlich geschwürig zerfallen können. Hämangiosarkome der Leber oder Milz können zu einer Anschwellung des Oberbauchs führen. Häufig bleiben Hämangiosarkome der inneren Organe – vor allem bei Tieren – jedoch lange unbemerkt und werden erst nach einer Ruptur des Tumors festgestellt, wobei die Patienten dann bereits in einem sehr kritischen Zustand sind.
Die Diagnose erfolgt über den klinischen und histologischen Befund. Histopathologisch zeigen sich endothelial differenzierte Tumorzellen, welche sich immunhistochemisch durch CD31-Antikörper nachweisen lassen. Das mikroskopische Bild reicht von gut differenzierten, anastomosierenden, gefäßartigen Strukturen bis hin zu undifferenziert-soliden Tumorarealen. Die Therapie ist in der Regel eine radikale Operation mit anschließender Bestrahlung und/oder Chemotherapie. Die Tumorgrenzen sind allerdings schwer zu bestimmen, was die chirurgische Entfernung der Krebszellen erschwert. Über radikale Operationen mit großzügiger Gewebeentfernung bis hin zur Amputation einzelner Gliedmaßen herrscht momentan keine Einigkeit unter Ärzten.  Die Elektrochemotherapie kann herangezogen werden, um palliativ eine lokale Kontrolle der kutanen Erkrankung zu erzielen. Zur Chemotherapie werden vor allem Taxane eingesetzt.
Die Prognose ist meist ungünstig. Die Fünf-Jahres-Überlebensrate hängt vom Grad der Differenzierung ab: Grad 1 (große Ähnlichkeit zu normalem Gewebe) bedeutet 80 % tumorfreies Überleben nach 5 Jahren, Grad 3 (kaum Ähnlichkeit zu normalem Gewebe) 10 %. G3-Sarkome wachsen sehr schnell und metastasieren durch ihren Anschluss an Gefäße früh.

## Dokumentationen
- Überleben - ein Arzt und sein Krebs. TV-Dokumentation von Volker Heise (Regie) Deutschland (SWR, RBB, in Zusammenarbeit mit Arte) 2024 (permanent abrufbar bei youtube.com).